# 司石星
司石星（71 Niobe）是第71颗被人类发现的小行星，于1861年8月13日发现。司石星的直径为83.4千米，质量为6.1×1017千克，公转周期为1670.455天。
司石星以希臘神話的人物尼俄伯命名。